# Tatjana Saryczewa
Tatjana Filippowna Saryczewa (ros. Татьяна Филипповна Сарычева, ur. 7 lutego 1949 w Nowym Jorku) – radziecka siatkarka, dwukrotna mistrzyni olimpijska, złota medalistka mistrzostw świata i Europy.

## Życiorys
Tatjana Filippowna Saryczewa urodziła się w Nowym Jorku w rodzinie pracowników Ministerstwa Spraw Zagranicznych ZSRR. Zaczęła grać w siatkówkę w szkole sportowej w Moskwie. Od 1965 grała w moskiewskim klubie Lokomotiw.
W 1968 znalazła się w kadrze olimpijskiej na igrzyska w Meksyku. Saryczewa zagrała w sześciu, zwycięskich meczach przeciwko Czechosłowacji, Polsce, Peru, Stanom Zjednoczonym, Meksykowi i Japonii. Nie wystąpiła jedynie w meczu z Koreą Południową. Po siedmiu zwycięskich pojedynkach reprezentantki ZSRR zdobyły mistrzostwo olimpijskie. W 1970 w odbywających się w Bułgarii mistrzostwa świata reprezentacja Związku Radzieckiego z Saryczewą w składzie wywalczyła złoty medal. W następnym roku, na rozrywanych we Włoszech mistrzostwach Europy radzieckie siatkarki odniosły kolejny tryumf. Saryczewa ponownie wystąpiła na igrzyskach olimpijskich w 1972, w Monachium. Wraz z koleżankami z reprezentacji obroniła tytuł mistrzowski po zwycięstwach nad Węgrami, NRD i Koreą Południową (przeciwko której nie wystąpiła) w fazie grupowej oraz z Koreą Północną w półfinale i Japonią w finale. Na mistrzostwach Europy 1975 rozgrywanych w Jugosławii Saryczewa ponownie zdobyła złoty medal. W reprezentacji Związku Radzieckiego grała do 1975.
W 1968 została uhonorowana orderem „Znak Honoru”, a 1970 wyróżniona jako Zasłużony Mistrz Sportu ZSRR w piłce siatkowej.
Saryczewa jest pracownikiem Wszechrosyjskiej Federacji Siatkarskiej.